# Trương Đình Luật
Trương Đình Luật là một cựu cầu thủ bóng đá chuyên nghiệp người Việt Nam.
Trương Đình Luật đến với bóng đá một cách rất tình cờ vào năm 2004 khi anh còn chơi cho đội sinh viên ở Vinh và anh được huấn luyện viên hiện tại của QK 4 là Vũ Quang Bảo chú ý đến. Sau khi được mời về đội bóng, anh đã thoả thuận với gia đình và quyết định về đầu quân cho Quân khu 4.
Do chưa qua một lớp đào tạo nào nên năm đầu tiên(2005) anh không đóng góp nhiều cho đội bóng nhưng từ năm 2006, anh trở thành trụ cột của đội bóng và giúp Quân khu 4 trụ hạng sau khi lên hạng và đến mùa bóng 2009, anh đã cùng đội bóng áo lính lên chơi ở V-League và anh trở thành điểm tựa vững chắc để đội bóng trụ hạng.
Trương Đình Luật có điểm mạnh là tốc độ tốt và sự nhanh nhẹn, không ngại va chạm và tinh thần thi đấu quyết tâm.
Đầu tháng 9 năm 2006, Luật được triệu tập vào đội tuyển Olympic Việt Nam chuẩn bị tham dự Asian Games 15 ở Doha, Qatar. Do không thể cạnh tranh được với các cầu thủ kinh nghiệm như Nguyễn Huy Hoàng, Nguyễn Minh Đức. Anh có cơ hội vào sân ở trận cuối gặp Bangladesh nhưng cầu thủ xứ Nghệ này lại bị chấn thương đầu gối. Tuy nhiên, anh đã lại được huấn luyện viên Henrique Calisto gọi lại vào đội tuyển, bắt đầu từ trận giao hữu gặp Olympiakos F.C. vào đầu năm 2009. Rồi anh lại được gọi vào đội tuyển ở cúp giao hữu Thành phố Hồ Chí Minh và vòng loại Asian Cup 2011.
Vào tháng 10 năm 2009, Câu lạc bộ bóng đá Quân khu 4 của đội trưởng Trương Đình Luật được bán cho Ngân hàng cổ phần Nam Việt và chuyển địa chỉ về sân Thống Nhất, quận 10, Thành phố Hồ chí Minh. Từ mùa giải V-League 2010, chính thức mang phiên hiệu Navibank Sài Gòn.